# George de La Hèle
George de La Hèle o simplemente Hèle (Amberes, 1547 - Madrid, 27 de agosto de 1586) fue un compositor Francoflamenco que compuso música principalmente para capillas de España y los Países Bajos. Fue un compositor prolífico pero gran parte de su obra se perdió en el incendio del Real Alcázar de Madrid de 1734.

## Biografía
La Hèle nació en Amberes y recibió su formación musical tanto allí como posiblemente en Soignies. Pasó su adolescencia como infante del coro en Madrid, en la Capilla flamenca de Felipe II, entonces dirigida por Pierre de Manchicourt, otro compositor flamenco que desarrolló gran parte de su carrera en España; Manchicourt probablemente identificó al joven La Hèle en uno de sus viajes de búsqueda de talentos a su propia tierra.: 510  Después de cantar como infante del coro durante varios años, a finales de la década de 1560, La Hèle fue a estudiar a la Universidad Complutense y en 1570 regresó al norte, matriculándose en la Universidad de Lovaina. Si bien su curso de estudio no ha sido documentado, se presume que no estudió Música sino Teología. Parece que no alcanzó el sacerdocio, pero ascendió lo suficientemente alto en la jerarquía de la Iglesia para ser elegible para beneficios.
En la década de 1570 La Hèle se quedó en los Países Bajos, trabajando sucesivamente como director de coro en las catedrales de Mechelen y Tournai, ambos centros de creación musical. Estos también fueron años productivos: escribió las ocho misas que el impresor de Amberes Cristóbal Plantino publicó en 1578 como Octo missae, la publicación más famosa (y principal superviviente) de La Hèle.
En 1580, La Hèle fue nombrado en maestro de capilla de Felipe II, y al año siguiente había ido a Madrid para ocupar el cargo, como maestro de la Capilla flamenca para distinguirlo de la capilla real. Su carrera allí también fue exitosa, con actuaciones aclamadas; también añadió considerablemente al repertorio de la capilla, trayendo música de compositores norteños como Clemens non Papa, italianos como Palestrina y de españoles como Francisco Guerrero y Cristóbal de Morales.
Se casó poco antes de su fallecimiento, renunciando así a sus considerables beneficios. El matrimonio pudo haber ocurrido durante su última enfermedad y en su testamento solo mencionó a su esposa, Madelena Guabaelaraoen. Murió en Madrid; no se registra la causa, pero solo tenía 38 o 39 años.

## Obra e influencia
Las misas de La Hèle, las composiciones suyas más importantes que se conservan, utilizan todas la técnica de la parodia y cada una anuncia el modelo polifónico en el que se basan en el índice del libro. Los modelos incluyen obras de Josquin, Cipriano de Rore, Thomas Crecquillon y Orlando di Lasso. Todas las fuentes son motetes; a diferencia de muchos compositores de misas de parodia, evitó las canciones seculares como fuentes.: 511 
Naturalmente, La Hèle era muy apreciado, sin duda por Felipe II, y la publicación de sus misas fue inusualmente opulenta, pero el sentido comercial de Plantino fue suficiente para obligar al propio La Hèle a comprar cuarenta copias de su propio libro para ayudar con el costo de impresión —aunque con descuento: 16 florines en lugar del precio habitual de 18.: 511  El trabajo se vendió mejor de lo esperado y, como resultado, sobreviven muchas copias de esta publicación en particular. La mayor parte del resto de la música de La Hèle existía en copias manuscritas guardadas en la biblioteca del Real Alcázar en Madrid, pero cuando todo el complejo fue destruido por un incendio en la Nochebuena de 1734, todo se perdió. Parte de la música perdida se conoce a partir de un inventario de 1585 e incluía motetes, escenarios de Pasión, secciones de misas y Lamentaciones.
Toda su producción superviviente (diez composiciones) ha sido publicada en la serie 56 de Corpus mensurabilis musicae (dos volúmenes).